# دانشگاه نوتردام
دانشگاه نوتردام (به انگلیسی: University of Notre Dame) یک دانشگاه تحقیقاتی خصوصی در نوتردام واقع در ایالت ایندیانا آمریکا است که در سال ۱۸۴۲ میلادی بنیان‌گذاری شده‌است. در زبان فرانسوی Notre Dame du Lac یعنی بانوی دریاچهٔ ما که به قدیس حامی دانشگاه، مریم مقدس اشاره دارد. محوطهٔ دانشگاه ۱۲۵۰ هکتار وسعت دارد و شامل چندین بنای شناس است. از جمله این بناها می‌توان به گنبد طلایی ساختمان اصلی دانشگاه، تصویر مسیح بر روی ساختمان کتابخانه و کلیسای دانشگاه اشاره کرد.دانشگاه نوتردام به دلیل اعتبار علمی، ارتباط قوی با کلیسای کاتولیک، تحقیقات پیشرفته، و برنامه‌های ورزشی موفق، یکی از بهترین دانشگاه‌های آمریکا محسوب می‌شود و مقصد محبوبی برای دانشجویان علاقه‌مند به تحصیلات باکیفیت در محیطی مذهبی و علمی است.
این دانشگاه توسط پدر روحانی ادوارد سورین در ۲۶ نوامبر ۱۸۴۲ به عنوان یک مؤسسهٔ کاملاً پسرانه احداث گردید. ادوارد سورین اولین رئیس دانشگاه نیز بود. امروزه کشیش‌های متعددی در این دانشگاه خدمت می‌کنند. رئیس دانشگاه نیز یک کشیش است. بنای دانشگاه بر روی زمینی که توسط یک سازمان کاتولیک اهدا شده بود، تأسیس گردید. در سال ۱۹۷۲ دانشگاه برای اولین بار دانشجویان خانم را در مقطع کارشناسی ثبت نام کرد. در سال ۲۰۱۳ حدود ۴۸ درصد دانشجویان این دانشگاه را بانوان تشکیل می‌دادند. از مشخصه‌های این دانشگاه می‌توان تعهد و ایمان به کلیسای کاتولیک، خیریه‌های متعدد دانشگاه، و معماری بی‌نظیر بناهای دانشگاه را نام برد.
آوازه‌های نوتردام در اوایل صده ۱۹۰۰ به دلیل تیم قوی فوتبال دانشگاه در سطح ملی بخش شد. در آن زمان مربی تیم فوتبال دانشگاه کنات راکن بود. تیم‌های ورزشی نوتردام معروف به ایرلندی‌های جنگجو هستند و عضو ان‌سی‌ای‌ای بخش یکم محسوب می‌شوند. تیم فوتبال نوتردام افتخار کسب ۱۱ قهرمانی ملی پیاپی را داشته‌است و در طول تاریخ یکی از شناخته شده‌ترین تیم‌های فوتبال دانشگاهی محسوب می‌شود.
علاوه برشناس بودن در ورزش، این دانشگاه همیشه به عنوان یکی از بهترین دانشگاه‌های آمریکا در میان ۲۰ دانشگاه برتر آمریکا بوده و همچنین میان سایر کشورها به عنوان یک دانشگاه مهم شناخته شده‌است.
هم‌اکنون این دانشگاه شامل چهار دانشکده (علوم انسانی، علوم محض، مهندسی، و بازرگانی) و یک دانش سرای حرفه‌ای معماری می‌باشد. این دانشگاه بیش از ۵۰ رشته در سطح فوق لیسانس و دکتری ارائه می‌کند. از میان هشت هزار دانشجوی لیسانس در این دانشگاه، بیش از ۸۰ درصد در یکی از ۲۹ خوابگاه دانشگاه ساکن هستند. فارغ التحصیلان این دانشگاه حدوداً به ۱۲۰۰۰۰ نفر می‌رسند.
از دانش آموختگان آن می‌توان کاندولیزا رایس و ویلیام میپاتر را نام برد.

## رنکینگ
در رتبه‌بندی دانشگاه‌های جهان QS در سال ۲۰۲۰ دانشگاه نوتردام در رده ۲۱۰دنیا قرار گرفته‌است. همچنین در رتبه‌بندی مؤسسه تایمز در سال ۲۰۲۰ این دانشگاه رتبه ۱۵۷را در بین دانشگاه‌های جهان از آن خود کرده‌است.

## دانشکده‌ها
دانشکده‌های دانشگاه نوتردام عبارتند از:

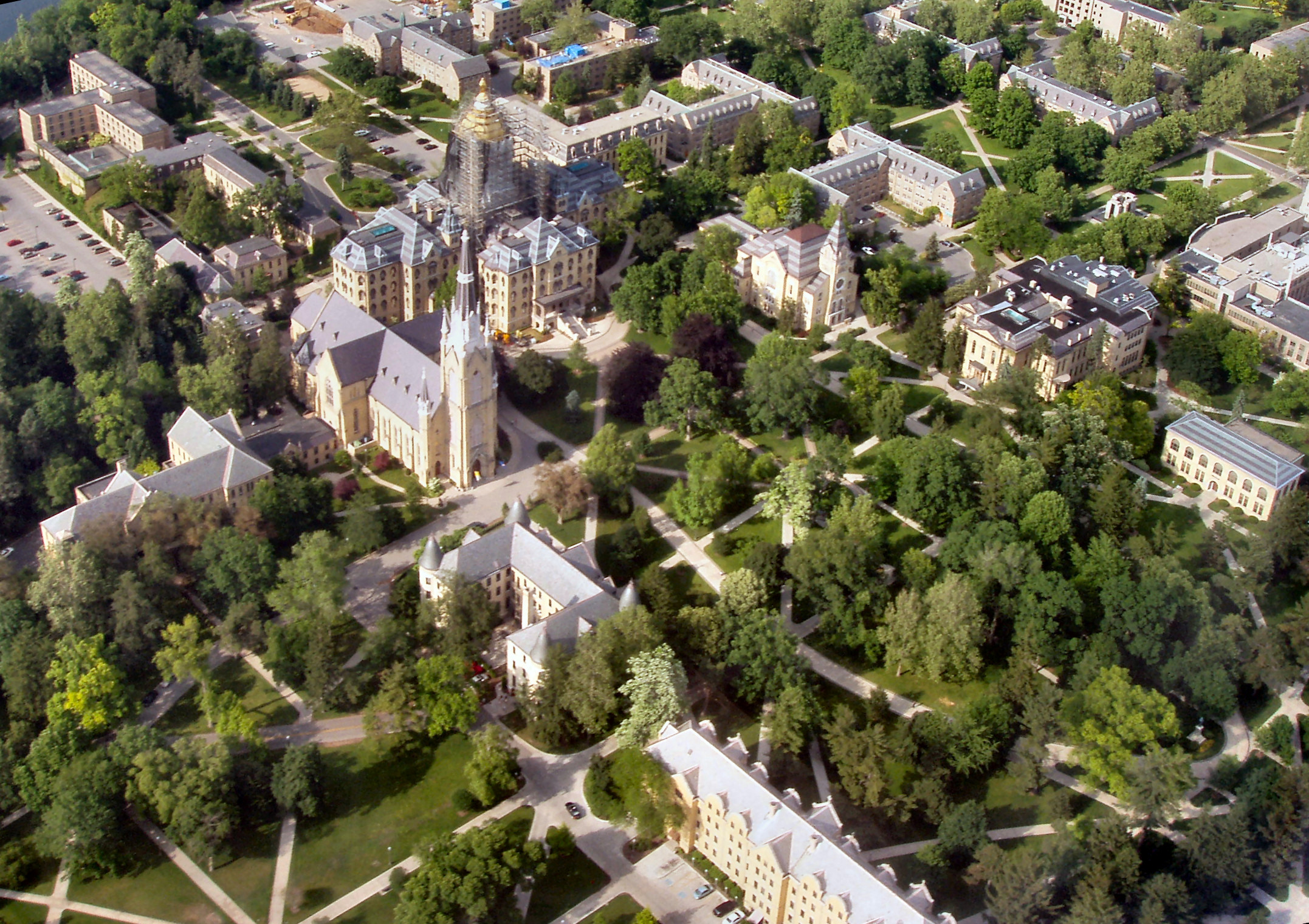
نمای ساختمان اصلی دانشگاه

- دانشکده هنر
- دانشکده علوم
- دانشکده حقوق
- دانشکده مهندسی
- دانشکده تحصیلات تکمیلی
- دانشکده معماری
- دانشکده کسب و کار و تجارت